# Alie Smeding
Alie Smeding (Enkhuizen, 17 juli 1890 - Utrecht, 5 juli 1938) was een Nederlands romanschrijfster.

## Levensloop
Haar jeugd in Enkhuizen leverde Alie Smeding een groot deel van haar inspiratie voor haar boeken. Ze schreef onder andere over het stadsleven en vissersleven van het Noord-Hollandse stadje. Ook de gereformeerde sfeer die daar aan het begin van deze eeuw heerste was daarbij van invloed. Ze trouwde op 18 oktober 1928 met dominee Van Wijhe. De boeken van Smeding bevatten vaak taboes, wat tot diverse rellen leidde. Dit zorgde er uiteindelijk voor dat ze van Enkhuizen naar Rotterdam verhuisde. Alie Smeding ligt begraven op de Utrechtse begraafplaats Kovelswade. In 1990, Smedings honderdste geboortejaar, was er in Enkhuizen een optocht ter nagedachtenis aan haar. Het geplande beeld en de naar haar vernoemde straat zijn er nooit gekomen. Wel is in Rotterdam een straat te vinden met haar naam.